# Virius Nicomachus Flavianus

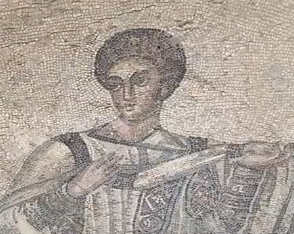
portrait présumé de Nicomaque Flavien Senior

Virius Nicomachus Flavianus (ou Nicomaque Flavien) (vers 334-394) est un érudit et un homme politique romain.

## Biographie
Issu d'une grande famille aristocratique romaine, il est l'un des acteurs principaux du parti païen à Rome dans la deuxième moitié du IVe siècle et s'efforce de maintenir voire de ranimer les rites païens traditionnels, et de lutter contre l'influence grandissante du christianisme. C'est à ce titre un adversaire acharné de l'évêque Ambroise de Milan dans la controverse sur l'autel de la Victoire.
Il fait une carrière civile brillante mais entrecoupée de disgrâces dues à ses positions politiques et religieuses. Vicaire de la préfecture du prétoire d'Afrique en 376, il part à Constantinople en 382 où Théodose Ier le fait questeur du palais, malgré son paganisme. De retour en Italie, il est nommé préfet du prétoire d'Italie en 390, et se trouve au sommet de sa carrière politique. La législation anti-païenne de Théodose l'incite à soutenir la rébellion d'Eugène qui le fait consul pour 394. Lorsque la guerre éclate finalement entre Eugène et Théodose Ier, il participe à la campagne et se suicide à l'issue de la bataille de la Rivière Froide.
Notable païen, Nicomachus Flavianus pourrait être le personnage visé par l'agressif pamphlet chrétien Carmen contra paganos.
Nicomachus Flavianus est aussi un lettré, traducteur en latin de la Vie d'Apollonios de Tyane composée par Philostrate d'Athènes, et auteur d'un ouvrage sur les dogmes des philosophes. Également grammairien, c'est dans le domaine de l'histoire qu'il est le plus actif : il dédie à Théodose Ier en 389-391 des Annales. Elles sont perdues mais furent utilisées par Eunape (donc Zosime) et l'Epitome de Caesaribus.

### L'auteur de l'Histoire Auguste
Il serait très probablement, selon plusieurs études récentes, l'auteur de l'Histoire Auguste.
L'analyse contextuelle de l'Histoire Auguste, ses allusions, Les clins d'œil facétieux , les jeux de mots, et autres allusions a une guerre d'usurpation contemporaine; adressés a son lectorat dans un climat de concurrence avec la religion chrétienne, plaident fortement en ce sens.
De plus Stéphane Ratti compare les allusions sur les jeux et animaux des jeux dans l'œuvre avec l'iconographie mosaïques de la demeure romaine de la Villa Casale en Sicile?  attribuée a la famille de Nicomaque Flavien orientent vers cette identification.

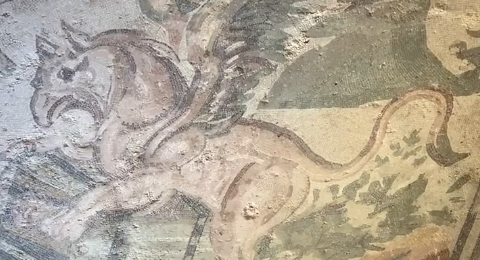
un motif fresque de la maison romaine de casale Sicile

En effet il aurait aussi été propriétaire de la villa sicilienne connue sous le nom de villa du Casale. C'est lui qui y aurait fait réaliser une seconde campagne de travaux, entre 380 et 400 environ, caractérisée par le déploiement des mosaïques représentant une course de chars au Circus maximus et de celles qui glorifient Orphée, Arion ou encore Hercule.  
Il est le père de Nicomachus Flavianus le jeune.